# Bâtiment de l'IG Farben
Le bâtiment de l'IG Farben (IG-Farben-Haus  en allemand), construit de 1928 à 1930 à Francfort-sur-le-Main en Allemagne, est à l'origine le siège du complexe industriel allemand IG Farben. Il est également connu sous le nom de « construction Poelzig » en référence au nom de son créateur, l'architecte Hans Poelzig, qui remporta le concours organisé pour déterminer le concepteur du bâtiment.

La façade sud du bâtiment.

Le complexe achevé constitua jusqu'aux années 1950 le bâtiment à bureaux le plus grand et le plus moderne d'Europe. De 1949 à 1952, il fut utilisé comme quartier général du Commandant Suprême des Forces Alliées en Europe, puis il servit aux forces américaines comme quartier général de leur zone d'occupation en Allemagne, puis du Commandement des forces des États-Unis en Europe et du 5e corps d'armée américain. Il le restera jusqu'en 1995.
Après la réunification de l'Allemagne et le retrait de l'armée américaine, le Land de Hesse achète le bâtiment et le terrain attenant en 1996, pour en faire un vaste campus universitaire dont la rénovation sera achevée en 2013. 
Le campus Westend, l'un des quatre campus universitaires que compte l'université de Francfort-sur-le-Main dont il est aussi le siège. Depuis 2001, il accueille également l'Institut Fritz Bauer, fondé en 1995, consacré à l'histoire et aux conséquences de l'Holocauste.